# David Helfgott
David Helfgott (Melbourne, 19 de mayo de 1947) es un pianista australiano. 

## Biografía
Nació en una familia judía de origen polaco. Se lo conoce por su perturbación mental, causada por el autoritarismo de su padre, y por su excelente dominio del piano y del movimiento de las articulaciones menores (muñecas, dedos, etcétera). Entre sus otros intereses están los gatos, el ajedrez, la filosofía, el tenis, la natación y mantenerse en buena condición física.
A los 5 años Helfgott empezó a estudiar el piano con su padre. Cuando tuvo 19, fue becado para estudiar en el Real Colegio de Música de Londres. En 1970 Helfgott padeció un colapso nervioso en su examen final con el tercer concierto para piano de Rajmáninov y regresó a Australia. Pasó los siguientes 10 años en clínicas psiquiátricas y en 1984 volvió al escenario.
Vive en The Promised Land, cerca de Bellingen, en Nueva Gales del Sur, con su segunda esposa, Gillian, quien publicó, al lado de Alissa Tanskaya y el mismo año de la película, un libro sobre él: Love you to Bits and Pieces (Locos de amor, en la edición en español, de 1998, traducción de Irene Sánchez Molina).
David Helfgott continúa presentando conciertos en su hogar, 'Heaven'.[cita requerida]
En diciembre de 1999 abrió la conferencia Geniuses, Savants and Prodigies ("Genios, sabios y prodigios"), del centro mental de Allan Snyder. También apareció en el álbum de la banda de rock Silverchair, Neon Ballroom.
En 2015 se publicó el documental alemán Hello, I Am David, que acompaña a Helfgott en una gira que le llevaría a tocar en Stuttgart, Alemania.[cita requerida]

## Premios
- Finalista Estatal ABC Instrumental and Vocal Competition (6 veces)
- Tiempo de Paz

## Cultura popular
Su vida inspiró la galardonada película australiana de 1996 Shine (Resplandor), del director Scott Hicks, interpretada por Geoffrey Rush. 

## Otras lecturas
Helfgott, G. y Tanskaya, A. (1996).Love you to Bits and Pieces (Locos de amor, en la edición en español, de 1998, traducción de Irene Sánchez Molina).
- Datos: Q431128
- Multimedia: David Helfgott / Q431128